# Kintaqa buatong
Espèce
Synonymes
- Pholcus buatong Huber, 2016

Kintaqa buatong est une espèce d'araignées aranéomorphes de la famille des Pholcidae.

## Distribution
Cette espèce est endémique de la province de Krabi en Thaïlande,.

## Description
Le mâle holotype mesure 4,0 mm.

## Étymologie
Son nom d'espèce lui a été donné en référence au lieu de sa découverte, la grotte Tham Buatong.

## Publication originale
- Huber, Petcharad, Leh Moi Ung, Koh & Ghazali, 2016 : The Southeast Asian Pholcus halabala species group (Araneae, Pholcidae): new data from field observations and ultrastructure. European Journal of Taxonomy, no 190, p. 1-55 (texte intégral).